# Besur
Besur is een bestuurslaag in het regentschap Lamongan van de provincie Oost-Java, Indonesië. Besur telt 1107 inwoners (volkstelling 2010).